# Pro Balbo
La Pro Cornelio Balbo è un'orazione composta da Marco Tullio Cicerone nel 56 a.C., scritta e pronunciata da questi in difesa dello spagnolo Lucio Cornelio Balbo, accusato d'aver ottenuto la cittadinanza romana illecitamente. 
Per Cicerone questa fu un'ottima occasione per difendere il suo amico Balbo e, nello stesso tempo, per tessere gli elogi di Pompeo.

## Contesto storico-giuridico
Essere un cittadino romano era un tema di un grande importanza a Roma. Il discorso Pro Balbo riguarda i procedimenti giudiziari avviati contro Lucio Cornelio Balbo, un influente cittadino romano originario di Gades, che aveva confessato di aver ottenuto la cittadinanza in modo fraudolento. L'accusa venne presentata da un cittadino di Gades, la cui identità è sconosciuta.
Balbo, l'imputato, in quanto uomo di una certa posizione e con molti contatti, è difeso da due componenti del Triumvirato, Marco Licinio Crasso e Gneo Pompeo e l'influente oratore Cicerone. La città di Gades, il luogo di origine dell'accusato, era tenuta a fornire soldati per le legioni di Roma, città ad essa alleata. Per questo motivo Balbo ottenne da Pompeo la cittadinanza romana, come compenso per i servizi forniti nella Guerra sertoriana agli ordini del generale Quinto Metello e dello stesso Pompeo. La concessione della cittadinanza romana su base individuale era consentita dalla lex Gellia Cornelia, un fattore importante usato dalla difesa. Balbo, divenne una persona di fiducia in Cesare e così conseguì ricchezza e relazioni privilegiate con i triumviri. Per questo motivo, Balbo era visto come un avversario per coloro che volevano minare questa alleanza politica e distanziare Cesare da Pompeo. Così, nell'anno 56 a.C. un abitante di Gades accusò Balbo di aver ottenuto la cittadinanza romana in modo fraudolento sedici anni prima; una manovra che attaccava simultaneamente Balbo e i suoi protettori.
Balbo finirà assolto dell'accusa, mentre il cittadino che lo aveva denunciato, a causa di una condanna in un procedimento penale, venne privato dei suoi diritti civili.